# 第70回全日本吹奏楽コンクール
第70回全日本吹奏楽コンクール（だい70かいぜんにほんすいそうがくコンクール）は、2022年10月22日・23日に名古屋国際会議場で、10月29日・30日に北九州ソレイユホールで開催された全日本吹奏楽コンクールである。